# Bernardo Minte Sunkel
Bernardo Minte Sunkel (n. Puerto Varas, Chile; 24 de julio de 1889 - f. ídem, Chile; 1 de enero de 1969), fue un empresario ganadero y destacado criador chileno, considerado pionero para esta actividad en el sur del país.

## Reseña biográfica
Bernardo Minte era descendiente de inmigrantes alemanes instalados en la zona del lago Llanquihue, sur de Chile. Comenzó su educación en Puerto Varas y Puerto Montt, trasladándose luego a Alemania con 15 años. Allí siguió estudios en Witzenhausen, (Estado de Hesse) en la prestigiosa Deutsche Kolonialschule für Landwirtschaft, Handel und Gewerbe, (Escuela Colonial Alemana de Agricultura, Comercio e Industria), continuando su formación en escuelas de agricultura en Geisenheim y luego Leer (Frisia Oriental) lugar donde conoció al célebre criador alemán Jan Wilhelm Oltmanns (1876-1951).  En esta etapa formativa y al desplazarse también por la zona fronteriza Alemania-Holanda, Minte pudo reconocer diversos aspectos de la crianza de ganado, conocimiento que le sería muy útil en su retorno a Chile.
El año 1909, Minte regresó a Chile para hacerse cargo de la empresa familiar, el criadero “Los Riscos” de Puerto Varas, trayendo para este propósito 4 vacunos finos desde Europa, continuando luego con la importación de bovinos desde Alemania y logrando así formar en pocos años un plantel de prestigio con reconocimiento nacional e internacional. Debido a la iniciativa de criadores como Bernardo Minte la ganadería en el sur chileno se fue organizando racionalmente, habiendo en adelante mayor preocupación por aspectos hasta hoy fundamentales para esta actividad, como por ejemplo, la genética y la sanidad animal.